# ونکولا، شهرستان پلوا
ونکولا، شهرستان پلوا (به لاتین: Vanaküla, Põlva County) یک روستا در استونی است که در دهستان پولوا واقع شده‌است.